# سيث كيمبروف
سيث كيمبروف (بالإنجليزية: Seth Kimbrough)‏ هو دراج أمريكي، ولد في 4 نوفمبر 1982.